# ZIL-41047
ZIL-41047 er en russisk limousine som vejer 3.550 kg uden passagerer hvilket bl.a giver V8-motoren på 7,7 liter en hastighed på 190 km/t.